# Petr Strnadel
Petr Strnadel (* 14. září 1973) je bývalý český fotbalista, záložník.

## Fotbalová kariéra
Hrál za SK Dynamo České Budějovice, FC LeRK Brno, FK Ústí nad Labem, SK Hradec Králové, FK Viktoria Žižkov, MFK Frýdek-Místek, FC NH Ostrava, na Slovensku za MŠK Žilina a v Indii za tým Mahindra United. V české lize nastoupil ve 44 utkáních a dal 1 gól.

## Ligová bilance
| Ročník                          | Zápasy | Góly | Klub                       |
| ------------------------------- | ------ | ---- | -------------------------- |
| 1. česká fotbalová liga 1994/95 | 8      | 0    | SK Dynamo České Budějovice |
| 1. česká fotbalová liga 1996/97 | 5      | 0    | SK Hradec Králové          |
| 1. česká fotbalová liga 1996/97 | 11     | 0    | FK Viktoria Žižkov         |
| 1. Gambrinus liga 1997/98       | 20     | 1    | FK Viktoria Žižkov         |
| Corgoň liga 1999/00             | 14     | 1    | MŠK Žilina                 |
| CELKEM                          | 58     | 2    |                            |